# Георги Хаджиманов
Георги Хаджиманов (Хаджиманев) (изписване до 1945 година: Георги хаджи Мановъ) е български революционер, деец на Македонската младежка тайна революционна организация (ММТРО), подразделение на Вътрешната македонска революционна организация.

## Биография
Роден е в 1904 година във Велес. Студент по право в Белград.
Влиза в Македонската младежката революционна организация още в началния период от създаването ѝ. Член е на ръководната петорка на Скопския революционен окръг заедно с Коста Георгиев от Прилеп, Борис Андреев от Велес, Тома Ангелов от Скопие и Никола Попов от Тетово.
Арестуван е през лятото на 1927 година, когато сръбските власти разкриват организацията. След 6-месечно следствие, съпроводено с жестоки мъчения на арестуваните, той е един от 20-те младежи, изправен пред съда през ноември – т. нар. Скопски студентски процес. Получава оправдателна присъда.
На 25 януари 1942 година участва в основаването на Велешкото просветно благотворително братство в Скопие. Целта на Братството е да се оказва взаимна материална подкрепа на велешани, живеещи в Скопие, и организирана подкрепа на българските власти при необходимост.